# Perilampsis deemingi
Perilampsis deemingi är en tvåvingeart som beskrevs av De Meyer 2009. Perilampsis deemingi ingår i släktet Perilampsis och familjen borrflugor.
Artens utbredningsområde är Kongo. Inga underarter finns listade i Catalogue of Life.